# Gewoon kogelbekertje
Het gewoon kogelbekertje (Phacidium patella) is een schimmel behorend tot de familie Phacidiaceae. Het komt voor op stengels van kruidachtige planten. Het gewoon kogelbekertje is beschreven van Angelica, komt ook veel voor op dode stengels van wilde peen. De ascosporen zijn hyaliene en meten 12-16 x 4-5 micron. 